# Thenar

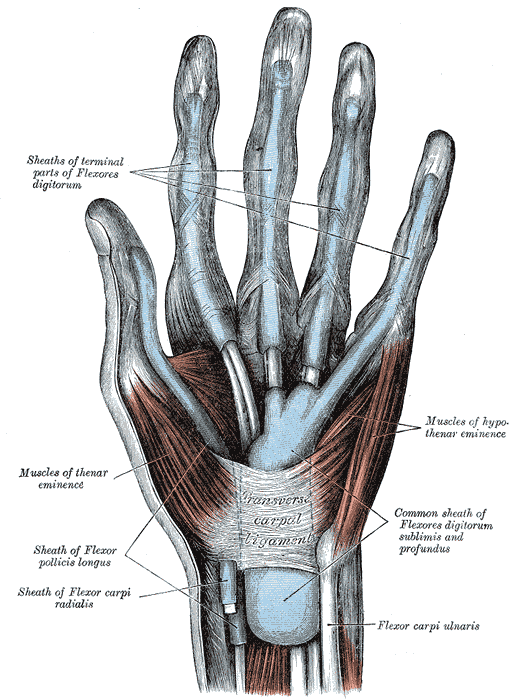
Handfläche des Menschen
Die Muskeln des Thenars sind links (radial) zu sehen.

Der Thenar ist ein an der daumenseitigen Handfläche gelegener Muskelwulst der Mittelhand. Enthalten sind folgende Daumenmuskeln: Musculus abductor pollicis brevis, Musculus flexor pollicis brevis, Musculus opponens pollicis und Musculus adductor pollicis. Der Thenar bildet den Daumenballen, dieser stellt zusammen mit dem Kleinfingerballen (Hypothenar) ein Polster dar, in dem ein ergriffener Gegenstand (mit Daumen in Oppositionsstellung) ruhen kann.